# Otto Wallach
(Motivazione del Premio Nobel)
Otto Wallach (Königsberg, 27 marzo 1847 – Gottinga, 26 febbraio 1931) è stato un chimico tedesco, premiato con il Nobel nel 1910 per il suo lavoro sui composti alifatici.
Dedicò gran parte dei suoi studi alla chimica dei terpeni, dando il nome al pinene che studiò in modo approfondito e sistematico e proponendo i terpeni come poliassemblati dell'oligomero isoprene.